# La Bressola
La Bressola es una asociación cultural creada en la localidad francesa de Perpiñán el año 1976 para promover una red de escuelas asociativas que practican la inmersión lingüística del idioma catalán en Francia, concretamente en las comarcas del Rosellón. El primer centro fue abierto en Sant Galdric (Perpiñán) en septiembre de 1976. Posteriormente se han abierto otros centros en Perpiñán, Ponteilla, Prades, Le Soler, Saint-Estève, Canet de Rosellón y Pézilla-la-Rivière. 
Desde el año 1983 las escuelas de La Bressola acogen alumnos de dos a once años. En 2005 mantenía ocho centros educativos de maternal y primaria, siendo uno de ellos (El Soler) el primero que impartía, desde el 2003, la enseñanza secundaria en catalán en Francia. 
Actualmente dispone de siete centros de educación infantil y primaria, y dos colegios de educación secundaria, unos 1100 estudiantes son escolarizados en inmersión lingüística en catalán.
Conjuntamente con las calandretas, las escuelas Diwan, Seaska (ikastolas del País Vasco francés) y la asociación ABCM-Zweisprachigkeit (escuelas bilingües francés-alsaciano), forman una confederación de escuelas inmersivas en Francia.

## Centros
- Pézilla-la-Rivière, Rosellón

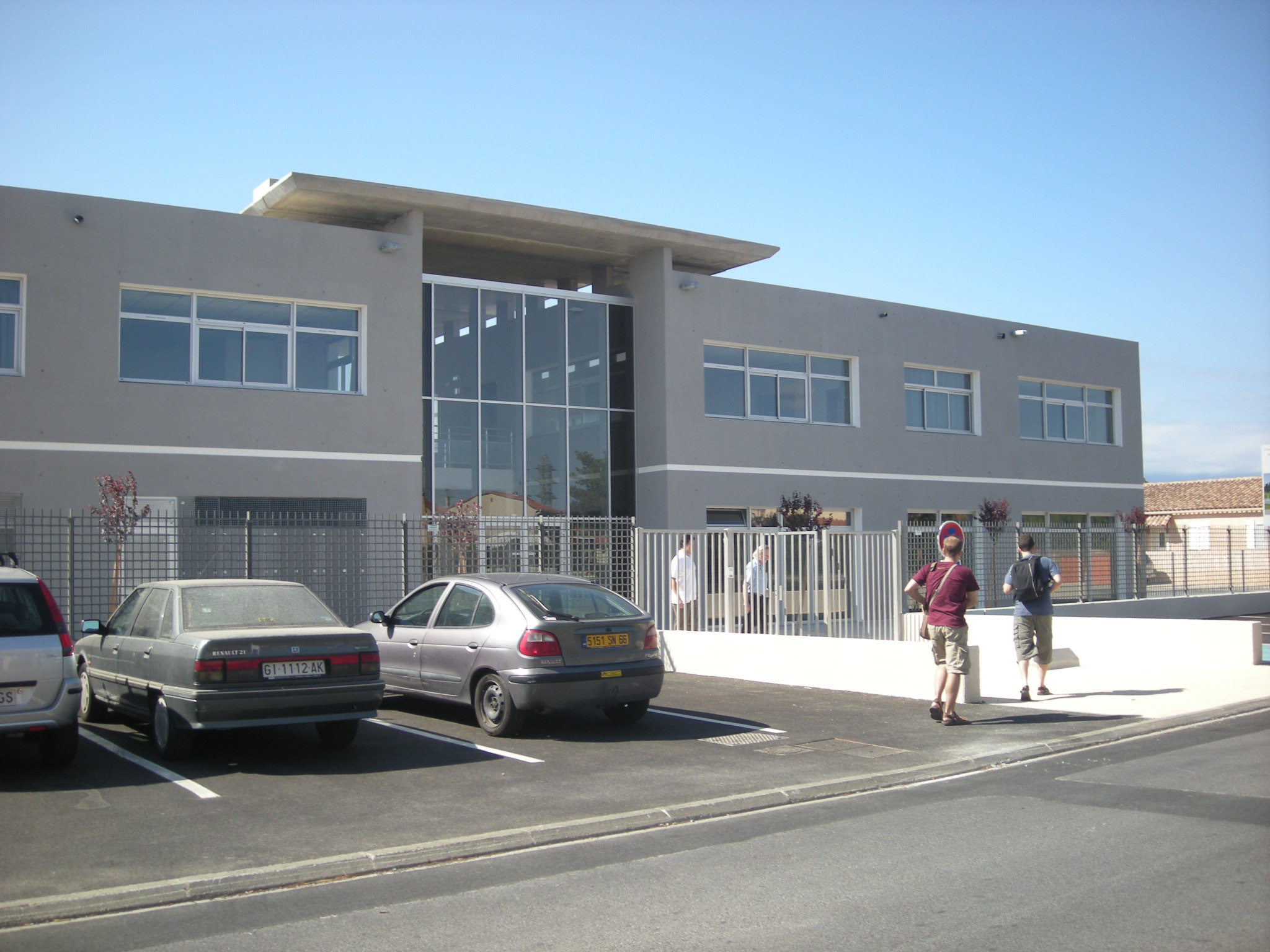
Instituto Pompeu Fabra del Soler.

- Nils (en la comuna de Ponteilla), Rosellón
- Prades, Conflent
- Saint-Estève, Rosellón
- Perpiñán - Sant Galdric, Rosellón
- Perpiñán - El Vernet, Rosellón
- Le Soler, Rosellón
- Col·legi Pompeu Fabra del Soler, Rosellón
- Col·legi de Mas Rosselló, Canet de Rosellón, Rosellón

## Sistema educativo
La pedagogía que se practica es la llamada activa y mantiene un nivel comparable con la de los centros homólogos de lengua francesa. Las relaciones de la administración con la asociación, que desde 1982 ha intentado obtener subvenciones estatales, han sido difíciles a causa de las presiones por la introducción del bilingüismo en régimen paritario. En 1995 se acordó la introducción de la enseñanza bilingüe al final del ciclo primario. El 1987 la Generalidad de Cataluña le otorgó el Premio de Honor Lluís Carulla y en 2007 la Creu de Sant Jordi.
En 1981 una escisión dio origen a la asociación Arrels, dirigida por Pere Manzanares y Laura Manaut. El director general es Joan Pere Le Bihan.

## Apoyo público
En marzo del 2007 los jugadores del FC Barcelona, Oleguer Presas y Lilian Thuram participaron en la lectura de un manifiesto de defensa de la lengua catalana y de estas escuelas en un acto en Perpiñán. El manifiesto ha sido respaldado además por el presidente de este club de fútbol Joan Laporta, el entrenador de la selección de fútbol de Francia Raymond Domenech, de los cantantes Manu Chao, Cali, el grupo Zebda, y I Muvrini.